# 須賀大観
須賀 大観（すが たいかん、1968年 - ）は、日本の映画監督、広告プロデューサー、エンタメビジネス開発プロデューサーである。近年はアイドルプロデュース・アイドルライブ主催も手掛けている。東京都出身。

## 略歴・人物
慶應義塾大学経済学部卒業。学生時代に監督を務めた映画作品がぴあフィルムフェスティバルなどで高い評価を獲得し、本格的な映画・映像制作活動を始める。大学卒業後、博報堂に入社。コマーシャルフィルム（CF）クリエイターとして活動し、マイケル・ジョーダンをメインキャラクターとした「ゲータレード」やホンダの各車種などのCMを担当。その後、エンタテインメント事業開発に携わりながら、国際的カメラマンのクリストファー・ドイルとミュージック・ビデオ等の制作を行った。（「@SHIBUYA PPP」2000年Vol.4参照）

## 映画関連
『ガメラ2 レギオン襲来』など数本の映画宣伝プロデューサーを経て、1997年にヒップホップ音楽をテーマにした映画作品『B』（小室ファミリー・taeco/Asami主演）で監督デビュー。監督2作目『ブリスター!』（伊藤英明主演・パトリック・ハーラン助演）ではゆうばり国際ファンタスティック映画祭で『トイ・ストーリー２』を抜き去りファンタランド大賞（観客投票1位）、みちのく国際ミステリー映画祭では新人監督賞を獲得。その後、人気少女漫画『恋文日和』（田中圭主演）を映画化、2006年には小学館350万部突破の超人気漫画原作『最終兵器彼女』（前田亜季主演）を監督し大作として実写化。2007年のSFコメディ『ROBO☆ROCK』（塩谷瞬主演）ではMovie Walker試写ランキングで2位、ぴあ満足度ランキングでも『ミッドナイトイーグル』（大沢たかお主演）に次いで2位を記録した。映画『修羅雪姫』（釈由美子主演）では脚本原案を務め、近年では役所広司が声優として参加した震災ドキュメンタリー映画『ガレキとラジオ』（2013年・プロデューサー）などを制作している。（星雲社「映画監督になる方法」参照）

## ゲーム・テレビ・ビジネス開発
現在はフリーの映像作家・講師としても活動、ゲームソフト関連では『三國無双』『戦国無双』『北斗無双』『ガンダム無双3』『ワンピース 海賊無双』などのオープニング映像などを監督。2007年には連続ドラマへも領域を広げSUZUIKIワゴンRとのタイアップによるネットドラマ『喫茶ベルサイユ』を秋元康氏と企画プロデュースし初代AKB48メンバー折井あゆみを主演に迎えた。2010年には深夜ドラマ『宇宙犬作戦』（テレビ東京）で原案を務め『渡辺謙、アメリカを行く　9・11テロに立ち向かった日系人』（NHK制作)では番組とコラボしたプロモーション映像を監督。ビジネス開発プロデューサーとしては、TOHOシネマズが運営するギャザリングシステム『ドリパス』の初期の企画プロデューサーとして手腕を発揮し、映画『ゆめのかよいじ』（石橋杏奈主演）などのクラウドファンディング式資金調達を成功させた。

## 人柄・その他
メディアではSFマニアとして知られており、雑誌やネットで『スタートレック』『バトルスター・ギャラクティカ』などのコメント執筆も行っていた。また俳優養成講座や演技映像学校パフォーミングアカデミーなどで講義もしており、バンタン映画映像学院やクリーク・アンド・リバー社での非常勤講師の経歴がある。現在はアイドルプロデュースも行っている。（阪急コミュニケーションズ「PEN＋」2013年9月16号参照）

## 監督作品
- B（1997年）
- ブリスター! BLISTER（2000年）
- ゆうばり国際ファンタスティック映画祭2000 ファンタランド大賞受賞（観客得票No.1）
- みちのく国際ミステリー映画祭 第4回新人監督奨励賞グランプリ受賞）
- 恋文日和「雪に咲く花」（2004年）
- 最終兵器彼女（2006年）
- スピードマスター（2007年）
- ROBO☆ROCK（2007年）

## 宣伝・プロデュース・原案作品
- ガメラ２・レギオン襲来宣伝プロデューサー
- 不夜城 SLEEPLESS TOWN（金城武主演1998年）宣伝プロデューサー
- 卓球温泉（松坂慶子主演1998年）宣伝プロデューサー
- ノイズ（ジョニー・デップ主演1999年）宣伝プロデューサー
- センチメンタルシティマラソン（ともさかりえ主演2001年）ポストプロ・ディレクター
- 修羅雪姫　（釈由美子主演2001年）脚本原案
- ガーゴイル（ビンセント・ギャロ主演2002年）企画プロデューサー
- 喫茶ベルサイユ（プロデューサー秋元康・折井あゆみ主演2007年）企画・制作プロデューサー
- 宇宙犬作戦（テレビ東京・2010年）原案
- ミリタリーむすめ(2013年)原案
- ガレキとラジオ(2013年)プロデューサー